# Демидов, Виктор Викторович
Виктор Викторович Демидов (8 ноября 1964, Душанбе, Таджикская ССР) — советский и российский футболист, полузащитник; тренер.

## Биография
В футбол начал играть с шести лет. Играл полузащитником в дубле «Памира», затем в юношеских и взрослых командах Таджикистана и Узбекистана. После службы в армии выступал за «Вахш» из Курган-Тюбе. В 1992 году сыграл пять матчей за «Волочанин».
В 1991—1996 годах учился в Великолукском Государственном институте физической культуры и спорта, получил специальность «тренер по футболу». В 1993—1996 работал в «Волочанине» тренером, в 1997—2002 — главным тренером. В 2003—2004 — главный тренер клуба «Псков-2000». В 2004 году окончил высшую школу тренеров. В сентябре — ноябре 2005 — главный тренер «Динабурга» Даугавпилс, Латвия.
Затем тренировал команды второго российского дивизиона. В 2005—2007 — тренер ФК «Спартак» Луховицы / «Луховицы», с ноября 2008 по март 2009 — главный тренер. В июне — октябре 2009 — главный тренер ФК «Губкин», в 2010 — главный тренер клуба «Волочанин-Ратмир», В 2011—2012 — главный тренер тверской «Волги», с июня по 28 октября 2013 — главный тренер ФК «Тосно».
Возглавлял сборные зоны «Запад» и «Центр» второго дивизиона на Кубке ПФЛ «Надежда» в 2003 (3-е место) и 2007 (1-е место) годах, соответственно.
В 2014 году получил лицензию PRO.
2 июня 2014 стал главным тренером «Динамо» СПб. После поражения 20 сентября от «Сахалина» команду стал тренировать старший тренер Адьям Кузяев. Демидов перенёс плановую операцию и, после восстановления, 6 ноября подал прошение об отставке. В феврале 2016 стал главным тренером грузинского клуба «Гурия» Ланчхути. Под его руководством команда в чемпионате в семи матчах одержала две победы и четырежды сыграла вничью. С 7 июля до конца года — тренер ФК «Даугавпилс». В начале 2017 года был назначен главным тренером созданного любительского клуба «Волга-1908» Тверь, однако команда, проведя несколько матчей в межрегиональном первенстве «Золотое кольцо», снялась с соревнования из-за отсутствия финансирования.
В 2020 году возглавил клуб киргизской Премьер-лиги «Лидер» (Иссык-Кульская область).
С июля 2021 по сентябрь 2022 — главный тренер пензенского «Зенита».